# Ляшенко, Харитон Александрович
Харитон Александрович Ляшенко (13 августа 1899 — 6 июля 1998) — командир минометного расчета 141-го армейского минометного полка (8-я гвардейская армия, 1-й Белорусский фронт), старший сержант.

## Биография
Родился 13 августа 1899 года в селе Никольское Меловского района Луганской области. В 1920—1922 года проходил службу в Красной Армии, участвовал в гражданской войне. В июне 1941 года добровольцем пришел в военкомат. На фронте с декабря 1941 года.
5 августа 1944 года форсировал на подручных средствах реку Вислу в 36 км северо-восточнее города Радом Польша. В бою подавил 2 пулемета, поджег автомашину. Приказом от 27 августа 1944 года сержант Ляшенко Харитон Александрович награждён орденом Славы 3-й степени.
С 14 января 1945 года при прорыве обороны противника на левом берегу реки Висла у населенного пункта Цецилювка старший сержант Ляшенко и воины его расчета шли в боевых порядках пехоты. Только в первый день боев минометчики разбили 2 пулемета, 3 дзота, подавили огонь минометной батареи и истребили двадцать пять противников. Приказом по войскам 8-й гвардейской армии от 4 марта 1945 года старший сержант Ляшенко Харитон Александрович награждён орденом Славы 2-й степени.
Отличился в завершающих боях по овладению Берлином. 16 апреля 1945 года при прорыве обороны противника в районе населенного пункта Хателов из миномета поразил 75-мм пушку и её расчет. 20 апреля в районе населенного пункта Долгешин отразил нападение противника на огневую позицию. 27 апреля при форсировании Тельтов-канала Ляшенко на подручных средствах переправил свой миномет на противоположный берег. 15 мая 1946 года за мужество, отвагу и героизм старший сержант Ляшенко Харитон Александрович награждён орденом Славы 1-й степени. Стал полным кавалером ордена Славы.